# Duminica Tomii (schiță de Caragiale)
Duminica Tomii este o operă literară scrisă de Ion Luca Caragiale în 1909. 